# Hiroshi Hamaya
Hiroshi Hamaya (濱谷 浩, en japonès, Hamaya Hiroshi, març 1915 – març 1999) va ser un fotògraf japonès actiu del 1935 al 1999. Hamaya és especialment conegut per les seves fotografies del Japó rural.
Des de la dècada de 1930 i fins a la seva mort, Hiroshi Hamaya va captar, amb una perspectiva penetrant, les relacions entre les persones, la seva cultura i el seu entorn. Es va implicar seriosament i de manera consistent al llarg de tota la seva vida en la funció documental de la fotografia i va produir nombrosos registres fotogràfics de la seva època de molt de valor.

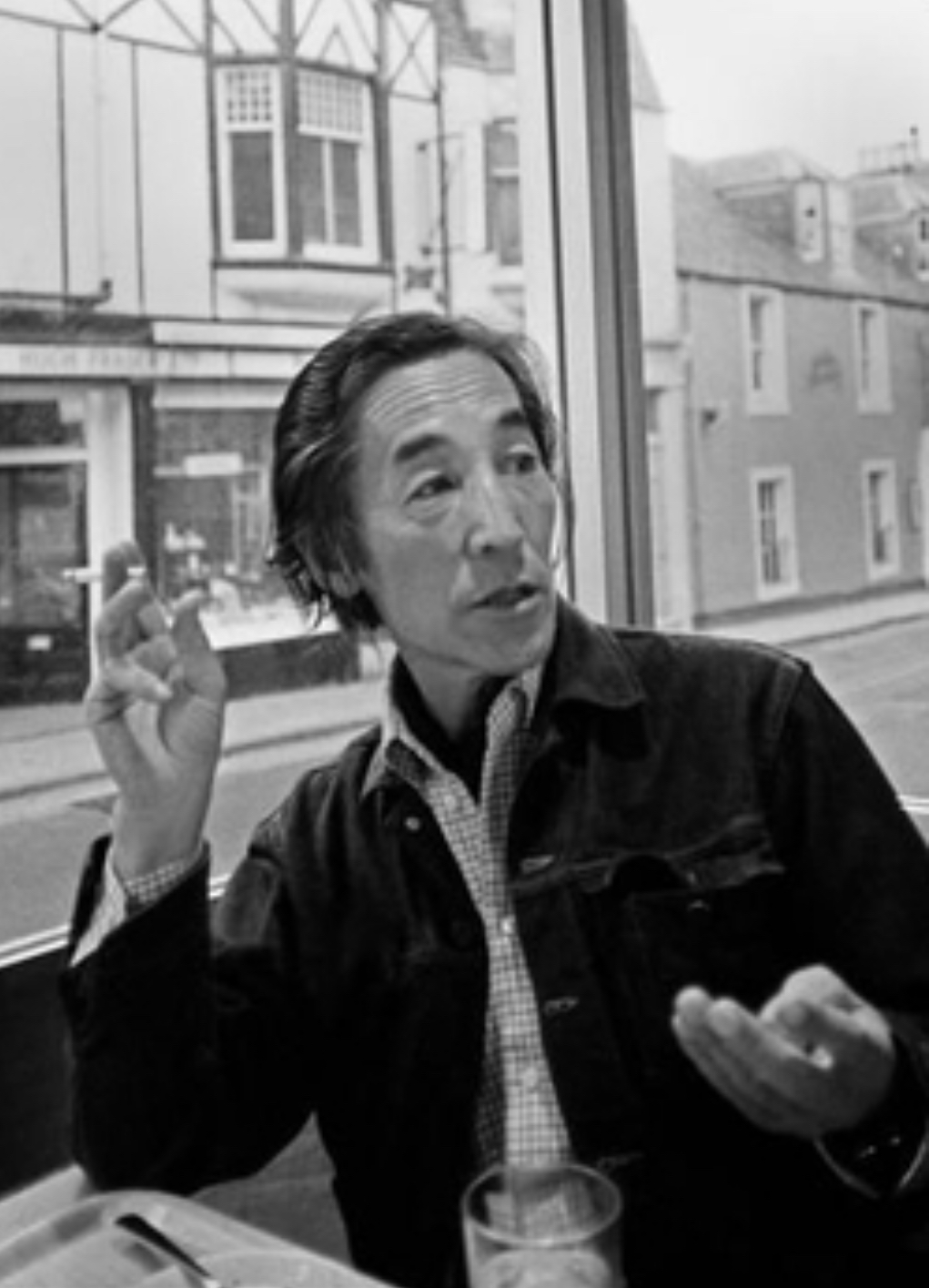
Hamaya fotografiat pel reporter gràfic Ian Berry en un cafè d'Escòcia el 1973

## Biografia 1915-1944
Hamaya va néixer a Shitaya, Tòquio, el 28 de març de 1915.
Mentre assistia a la Kanto Commercial School (actualment Kanto Daiichi High School), es va apassionar per la fotografia, i fins i tot va col·laborar en la formació d'un club de fotografia. Després de graduar-se a la mateixa escola l'any 1933, va començar la seva carrera com a fotògraf aeronàutic a l'Institut de Recerca Pràctica Aeronàutica, a Tòquio. Aquell mateix any, va ser contractat per la Shashin Kogyo-Oriental Photo Industry (actualment Cyber Graphics Corp.), on treballava Yoshio Watanabe, un fotògraf que admirava.
Shashin Kogyo era l'editora de la revista de fotografia Photo Times, que havia estat introduint les tendències artístiques progressistes d'Europa als lectors japonesos. Conèixer fotògrafs i editors com Senichi Kimura i Masao Horino, que van representar la nova era durant un període en què "el fotògraf" també s'estava modernitzant mitjançant l'exploració d'expressions fotogràfiques modernes, l'establiment del fotoperiodisme i la difusió de la Nova Fotografia, va permetre a Hamaya considerar què significava ser un fotògraf professional. Va renunciar a la seva feina el 1937 i va establir l'empresa Ginkobo amb el seu germà gran Masao Tanaka.
Inicialment, a la dècada de 1930, Hamaya va plasmar els costums dels barris urbans i antics dels anys 30, quan hi havia un aire de modernitat, però també una barreja d'antic i nou. En aquella època Hamaya va produir obres modernes centrades sobretot a la ciutat de Tòquio. Quan encara era un fotògraf emergent, Hamaya ja es va situar a l'avantguarda de la fotografia moderna al Japó.
El 1937 es va independitzar com a fotògraf autònom. L'any següent, el 1938, Hamaya va col·laborar amb Shuzo Takiguchi i el seu germà Masao Tanakan per establir l'Associació de fotògrafs d'avantguarda del Japó, i també el Youth Press Photo Study Group amb Ken Domon i Tadahiko Hayashi.

El 1939, mentre estava fotografiant per a la revista Graphic l'entrenament d'hivern de les tropes d'esquí de l'exèrcit a la ciutat de Takada (ara Joetsu) a la prefectura de Niigata, Hamaya hi va conèixer el folklorista Shinji Ichikawa i l'aristòcrata, polític, home de negocis i folklorista Keizo Shibusawa, que va ajudar a crear i va presidir el Museu Etnogràfic Nacional d'Osaka (国立民族学博物館). Influenciat per aquestes trobades, així com pel llibre del filòsof Tetsurō Watsuji Clima i cultura: un estudi filosòfic, Hamaya va canviar el seu focus d'atenció, desde l'espectacle de la ciutat vers els "climes culturals" teoritzats per Watsuji, que afecten fonamentalment la formació de les persones, d'una determinada manera, en un lloc concret. Hamaya va prendre consciència de la importància cada cop més important de documentar aquest "climes culturals" locals en un període de ràpida transformació del Japó.
Deixar constància és un acte humà de gran valor que és inextricable de l'existència de la humanitat. I la fotografia és el mitjà més modern per dur-ho a terme”.
L'any 1940, mentre fotografiava els esdeveniments populars de l'Any Nou al poble de Tanihama (actualment Kuwatoridani, comtat de Nakakubiki, ciutat de Joetsu), a la prefectura de Niigata, Hamaya es va trobar amb la vida tradicional de la gent local a la regió d'Echigo, un lloc de molta neu a l'hivern, i va ser testimoni de com admiraven la natura i entenien la necessitat de mantenir-se en harmonia amb ella. Després d'aquesta experiència, va passar deu anys visitant i documentant aquest poble de muntanya per publicar el seu llibre 雪国 (Yuki kuni "País de neu”).
Mentre el Japó es preparava per a la guerra, el 1941 Hamaya es va unir a Ihei Kimura i Hiroshi Hara a l'editora Tohōsha, on es va dedicar durant un breu període a la fotografia militar i naval per a la revista de propaganda cap a l'exterior Front, fins que es va enfrontar amb els executius de l'empresa per dubtes personals i va renunciar a la seva feina el 1943. Com que molts treballs de fotògraf estaven llavors supeditats a la infraestructura de temps de guerra, Hamaya es va mantenir seriosament contra ella.
El mateix any va passar a treballar a temps parcial per al Servei fotogràfic de Notícies del Pacífic, per a Pacific Press (PNP), una organització afiliada al Ministeri d'Afers Exteriors del Japó patrocinada per Toshikatsu Kodaira, per a la que va fer retrats de personalitats culturals japoneses.
Més tard es va allistar al Cos de Marines de Yokosuka, però va causar baixa per motius de salut.
El 1944, un any abans del final de la Segona Guerra Mundial, es va traslladar a la ciutat de Takada (ara Joetsu), a Niigata, on es va dedicar a registrar el clima i les activitats de la gent a la costa del Mar del Japó i on va viure el final de la guerra.

## Biografia 1945-1999
Després de la guerra va seguir explorant de manera més àmplia els "climes culturals" del Japó i les seves diferents històries fundacionals i l'estat actual de les societats regionals. Al nord-oest del Japó, va documentar la vida de les persones que viuen als durs entorns naturals de la costa del Mar del Japó. Al prefaci al seu llibre, Hamaya hi escriu una frase que es convertiria en la seva motivació de tota la vida:
Que els humans entenguin els humans i que els japonesos entenguin els japonesos.
Acabada la guerra, el 1952 es va traslladar a Oiso, a la prefectura de Kanagawa. Durant tres anys a partir de 1954, va visitar 12 prefectures de la costa del Mar del Japó i va treballar en la sèrie "Ura-Nihon", en la qual va cobrir el clima de cada regió. El 1955, va publicar Ura-Nihon fotografiada i La plantació d'arròs a Awara, a la prefectura de Toyama a Chuokoron. Les seves fotografies del sistema de plantació d'arròs enfangats fins al pit va obrir l'oportunitat de millorar la vida rural, com ara els treballs de drenatge.
La seva obra també es va exposar a l’aclamada exposició "The Family of Man" celebrada inicialment al Museum of Modern Art de Nova York i que va fer la volta al món. El 1956, es va encarregar d'enregistrar per a l'editorial Chuokoron diverses parts del Japó amb el tema de "veure". En van sortit informes denunciant situacions crítiques en diversos llocs que estaven en perill de desaparèixer o de ser afectats per problemes de contaminació.
El 1958, va guanyar el premi Mainichi Publishing Culture pel seu llibre de fotos Ura-Nihon. L'obra de Hamaya, que va continuar fotografiant el clima i el folklore del Japó, va ser molt aclamada l'any 1959 al Museu de Folklore de Leiden als Països Baixos, on va mostrar l'exposició "Ook Dit is Japan" ("Això també és el Japó"), que va esdevenir part de la col·lecció del museu.

L'any 1960 Hamaya va fotografiar durant un mes les lluites contra el Tractat de Seguretat dels Estats Units i el Japó des de la perspectiva dels ciutadans, fent 2.600 fotografies i publicant-ne una selecció al llibre 怒りと悲しみの記録 (Ikari to kanashimi no kiroku “Una crònica de ràbia i de tristesa").
Fins llavors jo no vaig estar gaire implicat en la documentació dels esdeveniments polítics. Aquesta vegada va ser diferent. Els fets del 19 de maig van constituir un acte violent que amenaçava amb la destrucció de la democràcia a l'edifici del Parlament. Com a ciutadà japonès que havia viscut al Japó d'abans, de durant i de després de la guerra, vaig pensar en aquesta crisi i vaig decidir afrontar-la amb la meva càmera.
En veure el ràpid esvaïment del que aparentava ser un augment de la consciència política, i el seu subsegüent soterrament per una pau i una prosperitat falsejades, Hamaya es va sentir tremendament decebut pels japonesos i el seu sistema polític. Com a resposta, va examinar les relacions causals entre la natura japonesa i la seva gent. Afirmant que "pot haver-hi un moment en què una persona faci les paus amb la natura," va començar a fotografiar paisatges naturals amb una perspectiva científica i va continuar fotografiant la natura arreu del món, com el Pol Sud i el desert del Sàhara. La seva pràctica fotogràfica va estar sempre fermament arrelada en el desig d'examinar la relació entre els humans i la natura amb els seus propis ulls, i la seva visió continua plantejant preguntes sobre les relacions que la fotografia i la societat poden tenir.
El 1960, es va convertir en el primer japonès a formar part del grup internacional de fotògrafs Magnum Photos (després de Hamaya, Hiroji Kubota ha estat l'únic membre japonès a formar-ne part fins ara). Les seves fotografies van despertar un gran interès a Europa i Amèrica del Nord i part de la sèrie “Una crònica de ràbia i de tristesa" es va publicar a l'edició del 25 de juny de Paris Match, i a través de Magnum, més tard al British Sunday Times. Hamaya també va fer una exposició de la sèrie que va començar a Matsuya Ginza i va viatjar a nivell nacional a diversos espais d'exposició i campus universitaris.
Des de finals dels anys 1960 va fotografiar la natura arreu del món i va viatjar per sis continents en uns vuit anys. El 1965, va exposar al Museu d'Art Modern de Nova York "12 Photographers - Contemporary Photography International Exhibition". L'any 1967 va fer un viatge de tres mesos amb cotxe per Amèrica del Nord i la va fotografiar. El 1969, la seva exposició individual "Hamaya's Japan" es va fer a l'Asia House de Nova York i va fer una gira pels Estats Units.
A la dècada de 1970 va participar amb freqüència en exposicions a l'estranger i va viatjar activament arreu del món per fer fotografies. El 1971 va publicar アメリカン・アメリカ (“Amèrica americana”) recollint part de les seves fotografies nord-americanes.
El 1981 va guanyar el premi d'art del Japó per "Hiroshi Hamaya Photo Collection - The Face of the Earth, the Face of Life", que resumeix la trajectòria dels seus 50 anys d'activitat. El 1986, va rebre el premi Màster en fotografia de l'International Center of Photography (ICP) dels Estats Units, que s'atorga als millors fotògrafs del món.
El 1987 es va convertir en el primer fotògraf japonès a rebre el Premi Internacional de Fotografia Hasselblad. Es van fer exposicions individuals de la seva obra al Museu de la Ciutat de Kawasaki el 1990 i al Museu d'Art Fotogràfic de Tòquio el 1997.
A més de declinar el Premi Ministre d'Educació per al Foment de l'Art el 1981, va mantenir sempre un esperit rebel contra el poder establert, com ara la seva oposició al sistema d'aprovació dels llibres de text. També va dur a terme activitats com la donació de llibres a països asiàtics per un sentiment d'expiació pels crims de guerra comesos pel Japó.
Hiroshi Hamaya va morir als 83 anys a Tòquio el 6 o el 15 de març de 1999, segons la font.

## Reconeixement
El 1955, el comissari Edward Steichen va incloure una de les fotografies d'Hiroshi Hamaya, una visió d'angle alt de ballarines de primavera vestices amb quimono dirigides per la seva dona, a l'exposició de gira mundial del Museu d'Art Modern La família de l'home que va ser vista per més de 9 milions de visitants arreu del món.
El 1956, Hamaya va publicar el seu aclamat llibre de fotos "País de la neu" (Yukiguni) amb fotografies preses a l'hivern de la regió freda del nord-est de Tōhoku, al Japó.
El 1960, Hamaya va participar en les protestes massives de l'Anpo contra la revisió del Tractat de Seguretat entre els EUA i el Japó, i va publicar un llibre amb les seves fotografies dels manifestants titulat Ikari to kanashimi no kiroku ("Registre de ràbia i de tristor", conegut en anglès com A Record of Anger and Sadness) que reflecteix la decepció de Hamaya perquè les protestes no van poder aturar el tractat.
Hamaya va ser el primer fotògraf japonès a unir-se a Magnum Photos. Va ser el 1960 com a membre associat. Va rebre el Master of Photography Award de l' International Center of Photography (Nova York) el 1986.

## Obres principals
雪国／毎日新聞 - País de neu / Mainichi Shimbun, 1956
裏日本／新潮社 - Tornar al Japó / Shinchosha, 1957
見てきた中国／河出書房新社 - La Xina que he vist / Kawade Shobo Shinsha, 1958
怒りと悲しみの記録／河出書房新社 - Crònica d'ira i de dolor / Kawade Shobo Shinsha, 1960
アメリカン・アメリカ／河出書房新社 - Amèrica americana / Kawade Shobo Shinsha, 1971
雪国 ソノラマ写真選書／朝日ソノラマ - País de neu-Country Sonorama Photo Selection / Asahi Sonorama, 1978

## Col·leccions publicades d'obres de Hamaya

### Publicacions dedicades a les obres de Hamaya
- Senkō shashinjutsu (閃光寫眞術

). Ars Shashin Bunko (アルス寫眞文庫
). Tokyo: Ars, 1941. A handbook on flash photography.
- Yukiguni: Hamaya Hiroshi shashinshū: Kamera Mainichi bessatsu (雪国 濱谷浩写真集 カメラ毎日別冊

). Tokyo: Mainichi Shinbunsha, 1956. Photographs of Japan's "snow country", the northeast coast of Honshū. Published in conjunction with Camera Mainichi.
- Ura Nihon: Hamaya Hiroshi shashinshū (裏日本 濱谷浩写真集

) / Japan's Back Coast. Tokyo: Shinchōsha, 1957. The title means "back-country Japan".
- Henkyō no machi (邊境の町

) / Urumchi. Sekai Shashinka Shirīzu (世界写真家シリーズ
). Tokyo: Heibonsha, 1957. Photographs of Ürümchi.
- Mite kita Chūgoku (見てきた中国

) / The China I Have Seen. Tokyo: Kawade Shobō Shinsha, 1958. A separate booklet contains an English translation.
- Shi no furusato (詩のふるさと

). Tokyo: Chūōkōronsha, 1958.
- Hamaya Hiroshi shashinshū (浜谷浩作品集

). Gendai Nihon shashin zenshū (現代日本写真全集
). Tokyo: Sōgensha, 1958. Number 3 in a set of nine booklets of Japanese photography, the only other photographers having entire booklets devoted to their work being Ihei Kimura and Ken Domon.
- Kodomo fūdoki (こども風土記

) / Children in Japan. Tokyo: Chūōkōronsha, 1959. Photographs of children in Japan.
- Ikari to kanashimi no kiroku (怒りと悲しみの記録

). Tokyo: Kawade Shobō Shinsha, 1960.
- Nihon rettō (日本列島

) / Landscapes of Japan. Tokyo: Heibonsha, 1964.
- Eye: Hiroshi Hamaya photographs. Ōiso, Kanagawa: Hamaya Hiroshi, 1968.
- American America. Tokyo: Kawade Shobō Shinsha, 1971.
- Hamaya Hiroshi-shū (濱谷浩集

). Chikuma Foto Gyararī (筑摩フォト・ギャラリー
). Tokyo: Chikuma Shobō, 1971.
- Senzō zanzō: Shashinka no taikenteki kaisō (潜像残像 写真家の体験的回想

). Tokyo: Kawade Shobō Shinsha, 1971.
- Nihon no shika: Shashinshū (日本の詩歌 写真集

). Tokyo: Chūōkōronsha, 1972.
- Aizu Yaichi (会津八一

). Ōiso, Kanagawa: Hamaya Hiroshi, 1972. A portfolio about the poet and art historian Aizu Yaichi.
- Nihon no shizen (日本の自然

) Landscape of Japan. 2 vols. Tokyo: Kokusai-jōhō-sha, 1975.
- Yukiguni (雪国

). Sonorama Shashin Sensho (ソノラマ写真選書
) 1. Tokyo: Asahi Sonorama, 1977.
- Kohō Fuji (孤峰富士

). Nihon no bi (日本の美
). Tokyo: Shūeisha, 1978.
- Nankyoku hantō natsu-keshiki (南極半島夏景色

) / Summer Shots: Antarctic Peninsula. Tokyo: Asahi Sonorama, 1979.
- Hamaya Hiroshi shashinshū-sei-ten: 1930–1981 (濱谷浩写真集成展 1930–1981

). Tokyo: PPS Tsūshinsha, 1981.
- Chi no kao (地の貌

). Hamaya Hiroshi shashinshū-sei (浜谷浩写真集成
) 1. Tokyo: Iwanami shoten, 1981. Title means "Aspects of nature".
- Sei no kao (生の貌

). Hamaya Hiroshi shashinshū-sei (浜谷浩写真集成
) 2. Tokyo: Iwanami shoten, 1981.
- Landscapes. New York: Abrams 1982. ISBN 0-8109-1278-3. English-language version of Chi no kao (1981).
- Tabi: Shashinshū (旅 写真集

). Tokyo: Nihon Kōtsū-kōsha, 1982.
- Hiroshi Hamaya. I Grandi Fotografi. [Milano]: Gruppo Editoriale Fabbri, [1982].
- Gakugei shoka (學藝諸家

) / Gakugei Shoka. Tokyo: Iwanami, 1983. 2nd ed. Tokyo: Iwanami, 1991. ISBN 4-00-000300-3ISBN 4-00-000300-3. Black and white portraits of writers and other people in the arts, 1937–82. Texts in Japanese, captions in Japanese and English.
- Hiroshi Hamaya. Los Grandes Fotógrafos. Barcelona: Ediciones Orbis, 1984.
- Nyonin rekijitsu: Hamaya Asa tsuitō shashinchō (女人暦日 濱谷朝追悼写真帖

) / Calendar days of Asaya Hamaya, 1948–1950. Ōiso, Kanagawa: Hamaya Hiroshi, 1985. A portfolio of photographs of Hamaya's wife taken 1948–1950, issued as a memorial to her after her death.
- Shōwa nyoninshū: Shashinshū (昭和女人集 写真集

) / Women in the Showa Era. Tokyo: Mainichi Shinbun-sha, 1985.
- Hamaya Hiroshi ten: ICP masutā-obu-fotogurafī-shō jushō kinen (濱谷浩展 ICPマスター・オブ・フォトグラフィー賞受賞記念

) / Hiroshi Hamaya: Fifty-Five Years of Photography. Tokyo: PPS Tsūshinsha, 1986.
- Emergence de la terre. Neuilly: Éditions Hologramme, 1986. With a preface by Marc Riboud.
- Shōwa dansei shokun: Shashinshū (昭和男性諸君 写真集

). Tokyo: Asahi Shinbun-sha, 1989. ISBN 4-02-258378-9ISBN 4-02-258378-9.
- Hamaya Hiroshi: Shashin taiken 60 nen (濱谷浩 写真体験60年

). Hiratsuka, Kanagawa: Hiratsuka Museum of Art, 1991. Catalogue of an exhibition held at the Hiratsuka Museum of Art.
- Senzō zanzō: Shashin taiken 60 nen (潜像残像 写真体験60年

). Tokyo: Chikuma Shobō, 1991. ISBN 4-480-01348-2ISBN 4-480-01348-2.
- Shashinshū watakushi (写真集私

). Ōiso, Kanagawa: Shōnan Bunko, 1991.
- Shashin no seiki: Hamaya Hiroshi shashin taiken roku-jū-roku-nen (写真の世紀 濱谷浩写真体験六六年

). Tokyo: Tokyo Metropolitan Museum of Photography, 1997. Catalogue of an exhibition of 66 years' work by Hamaya held at the Tokyo Metropolitan Museum of Photography.
- Fukuen zuisho no hitobito (福縁隨處の人びと

). Tokyo: Sōjunsha, 1998. ISBN 4-7943-0528-1ISBN 4-7943-0528-1. Black and white portraits of writers and other people in the arts. Texts and captions in Japanese.
- Ichi no oto: 1930-nendai Tōkyō: Hamaya Hiroshi sakuhinshū (市の音 一九三〇年代・東京 濱谷浩写真集

). Tokyo: Kawade Shobō Shinsha, 2009. ISBN 978-4-309-27108-8ISBN 978-4-309-27108-8. Photographs of Tokyo in the 1930s.
- Ichi no oto: Machi no sazanuki: 1930-nendai Tōkyō: Hamaya Hiroshi sakuhinten (市の音・街のさざめき 1930年代・東京 濱谷浩作品展

). JCII Photo Salon Library 238. Tokyo: JCII, 2011. Booklet accompanying an exhibition of photographs of Tokyo in the 1930s.

### Altres publicacions amb contribucions importants de Hamaya
- Det Gömda Japó. Estocolm, Bonnier, 1960. Text de Bo Setterlind.
- Cornell Capa, ed. El fotògraf preocupat 2. Nova York: Grossman, 1972.ISBN 0-670-23556-3ISBN 0-670-23556-3 (tapa dura),ISBN 0-670-23557-1 (rústica). Fotografies de Hamaya, Cornell Capa, Marc Riboud, Roman Vishniac, Bruce Davidson, Gordon Parks, Ernst Haas, Donald McCullin i W. Eugene Smith.
- Prefectura de Shiga. Ōtsu, Shiga: Govern de la prefectura de Shiga, 1984. Hamaya aporta les fotografies; el text és de diversos escriptors.
- Die Präfektur Shiga. Ōtsu, Shiga: Regierung der Präfektur Shiga, 1984.
- Modan Tōkyō rapusodi (モダン東京狂詩曲展

) / Rapsòdia del Tòquio Modern. Tòquio: Museu Metropolitan de Fotografia de Tòquio, 1993. Catàleg d'una exposició de fotografia de carrer d'abans de la guerra de Hamaya, Kineo Kuwabara, Kōji Morooka, [[{{{2}}}]] ([[:Kōroku Ōkubo:{{{2}}}|Kōroku Ōkubo]]), Masao Horino i Yoshio Watanabe celebrat al Museu Metropolitan de Fotografia de Tòquio .
- Judith Keller i Amanda Maddox, eds. La divisió moderna del Japó: les fotografies de Hiroshi Hamaya i Kansuke Yamamoto. Los Angeles: Museu J. Paul Getty, 2013.ISBN 978-1-60606-132-9ISBN 978-1-60606-132-9. Catàleg d'una exposició de l'obra de Hamaya i Kansuke Yamamoto .